# Éthique vivante
Pour les articles homonymes, voir Agni yoga.

Éthique vivante (anglais Living Ethics, allemand Lebendige Ethik, russe Живая Этика) a également une deuxième dénomination identique mais moins utilisée — Agni Yoga — étude éthico-philosophique, se référant à tous les aspects de l’existence, à partir des questions cosmologiques jusqu'à la vie quotidienne ; cette étude est basée sur des livres écrits dans la première moitié du XXe siècle par les époux Elena et Nicolaï Rerih en collaboration avec les Professeurs de l’Orient.

## Premières publications des livres de l’Éthique vivante

### Livre de l’Éthique vivante selon le lieu et l’année de publication
1. «Feuilles du jardin de Moria. L’appel». Paris, 1923
2. «Feuilles du jardin de Moria. L’illumination». /…/, 1924
3. «La Communauté». Urga (Oulan-Bator), 1926
4. «Agni-Yoga». Paris, 1929
5. «L’Infini. 1re partie». Paris, 1933
6. «L’Infini, 2e partie». Paris, 1934
7. «La Hiérarchie». Paris, 1931
8. «Le Cœur». Paris, 1932
9. «Le monde de Feu, première partie». Paris, 1933
10. "Le monde de Feu «, deuxième partie». Riga, 1934
11. "Le Monde de Feu «, troisième partie». Riga, 1935
12. «Aum». Riga, 1936
13. «La Fraternité». Riga, 1937
14. «Le supraterrestre». Manuscrit composé de 955 paragraphes, publié pour la première fois au début des années 1990

### L’étude de l’Éthique Vivante est également complété par
1. «Cryptogrammes de l’Orient», contenant des apocryphes qui parlent des Grands Maîtres
2. «Orientation pour le Meneur»
3. Lettres de Elena Ivanovna Rerih- utilisées en tant que matériel explicatif pour les principaux livres de l’Éthique Vivante.
4. «Les facettes de l’Agni-Yoga»
5. «Au pied du Nouveau Monde»

## Les positions de base de l’Éthique Vivante
I
Selon l’Éthique Vivante, le cosmos contient des mondes manifestés et non-manifestés. Il est infini et éternel.
«La Construction du monde» est une structure énergétique intègre. Toutes ses parties, y compris l’homme, inter-actionnent dans un échange énergétique et informatique qui s’analyse comme étant une des forces motrices de l’évolution cosmique. La Construction du monde a pour base la matière, dont la conception contient autant des formes étudiées par la science moderne, que des plus fines, pas encore révélées à la science.
Plusieurs mondes du cosmos se forment grâce à l’existence et au développement des différents états de la matière dans de nombreuses dimensions.
L’Univers se développe selon des lois cosmiques. L’Intelligence Cosmique participe à son développement, dont une partie est représentée par l’humanité de la Terre. C’est pourquoi l’étude des lois cosmiques est un devoir très important de l’humanité.
Dans l’Éthique Vivante il est dit que «l’homme est le plus puissant transformateur des forces cosmiques», qu’il est « une partie de l’énergie cosmique, partie des éléments, partie de l’intelligence Cosmique, partie de la conscience de la matière supérieure ».
II
Série Drapeaux de l’Orient
 Nikolaï Konstantinovich Roerich
Le plus important devoir de l’évolution c’est la spiritualisation (création des formes plus élevées) de la matière par l’affinement de son énergétique. L’esprit est celui qui spiritualise la matière, étant une énergie matérielle affinée aux vibrations hautes. La Matière c’est l’esprit cristallisé, l’esprit c’est la matière sublimée. Il occupe une position extrêmement importante dans la Construction du monde et intervient en tant que fondement de la création cosmique.
L’homme en tant que structure énergétique ne fait pas seulement partie du cosmos, mais il le porte également dans son monde intérieur. Cela offre à l’homme la possibilité d’influencer à travers l’énergétique de son esprit la création évolutionniste du cosmos.
«  …dans chaque création la participation des énergies de l’homme est indispensable, en tant que porteur des plus hauts principes du Cosmos.  »
En perfectionnant sa nature matérielle et spirituelle, ainsi que les relations entre les gens et celles avec la nature, l’homme intervient en tant que sujet actif de l’évolution. La solution essentielle pour un tel perfectionnement est l’énergie psychique — la base substantielle de toutes les manifestations psychiques de l’homme, qui a un caractère universel. E. I. Roerich écrit à ce sujet que
«  Toutes les énergies, tous les éléments proviennent d’une même énergie initiale, ou d’un même élément — le Feu, et c’est pour cela qu’on parle d’UNICITE de tout, de SOURCE UNIQUE, à partir de laquelle est apparu l’UNIVERS. »
L’énergie initiale est inépuisable par ses réserves, ses formes sont diverses. Elle n’est ni "bonne", ni "mauvaise" pour l’homme, mais c’est lui qui peut l’utiliser pour faire du bien ou du mal.
III
L’Éthique Vivante analyse l’influence de la pensée de l’homme sur l’environnement. Cette influence se constitue par les motivations morales de l’activité de l’homme et par leur degré d’appartenance à l’idée de bien commun. Elle peut être autant positive, constructive, créationniste, que négative, destructible, anti culturelle.
«  «Au nom de la coopération bénéfique pour la nouvelle voie il est imminent de comprendre la signification de la pensée. <…> Car le Cosmos entier se construit sur la pensée ! Tout le bien, toute la destruction est fondée sur la pensée. La pensée apporte la vie, la vie amène la mort ! Quand est-ce que cela deviendra connu? Dans le Cosmos il n’y a pas de levier plus fort que la pensée, remplie d’énergie psychique». »

Nikolaï Konstantonovich Roerich
L’Éthique vivante analyse toute manifestation terrestre du point de vue de l’interaction de l’esprit avec la matière, de l’énergétique de cette interaction. Cela permet de détacher le sens réel de la manifestation et d’en établir les liens causaux. L’homme lui-même, par ses pensées, désirs et actions, prédétermine les principaux jalons de sa prochaine vie. Selon l’Éthique vivante, l’irrespect des lois du cosmos par l’homme l’a mené vers une voie sans issue. Cela menace par la destruction de la planète.
IV
Le problème de la Culture en tant que moyen de sauvegarde de la planète contre les éventuels cataclysmes à venir est largement abordé dans l’Éthique Vivante. La culture est appréhendée comme un système de l’esprit qui s’organise par soi-même et qui est lié à la composante subtile énergétique (spirituelle) de l’homme.
Conformément à l’Éthique Vivante, l’Amour et la Beauté apparus dans l’espace de la Culture sont des principes de l’évolution dont ils définissent la qualité.
L’absence d’un de ces principes interrompt l’évolution cosmique et amène le processus vers l’involution. C’est pourquoi l’humanité doit aspirer à l’auto-perfectionnement spirituel, à l’élargissement de la conscience et à la création de la culture.
Il est important de protéger et de multiplier le patrimoine culturel de tous les peuples de la Terre,.
V
L’un des principes les plus importants du système d’étude de l’Éthique vivante- " le Professeur -l’Élève ", est étroitement lié au processus de l’élargissement de la conscience et de l’évolution, déjà connu dans l’espace de la culture et de la philosophie de l’Orient antique.
Dans la méthodologie de l’Éthique vivante, ce principe significatif est élargi jusqu’à l’échelle mondiale. Il est conçu en tant que principe d’apprentissage et de connaissance dans le processus de l’évolution, sans lequel tout progrès de l’humanité serait impossible.
Si à l’époque de l’Antiquité le Professeur évoluait dans le rôle d’un héros culturel mythologique, dans la théorie moderne de la connaissance il est présenté en tant que l’un des Hiérarques cosmiques qui influence les processus évolutifs. Cette chaîne Hiérarchique — «Professeur -Élève»- est composée de multiples maillons qui se succèdent l’un à l’autre et qui partent dans l’Infini, mais a aussi sa partie terrestre — Professeurs terrestres et Élèves terrestres. Ainsi, l’homme fait partie de la chaîne de la Hiérarchie cosmique, et ni l’évolution du Cosmos, ni le développement de l’humanité ne seraient possibles sans sa création spirituelle.
VI
Accordant une grande importance à la religion dans l’histoire de la communauté humaine, l’Éthique vivante attribue aujourd’hui un rôle principal à la science  en tant que forme de cognition. « La science doit consolider les voies vers la connaissance supérieure. Il est temps que les anciens symboles de connaissance se transforment dans des formules scientifiques».

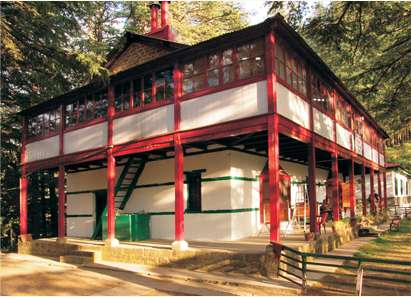
L’Institut de recherches d’Himalaya «Ourousvaty» fondé par les Roerich en Inde en 1928

L’Éthique vivante, dans sa conception du monde et de l’homme, suppose pour l’avenir une explication scientifique de tous les phénomènes de la Construction du monde. Les phénomènes qui, pour le moment, ne se prêtent pas à une explication scientifique, recevront obligatoirement une telle interprétation et leur nature sera dévoilée dans le processus cognitif . Selon l’Éthique Vivante, le domaine scientifique ne peut pas se limiter uniquement à l’étude des objets biologiques, mais elle doit également étudier les phénomènes psychiques et spirituels tels que l’âme (psyché), la conscience, la pensée, l’énergie psychique, le problème de l’immortalité et du sens de la vie, phénomènes qui, auparavant, se rapportaient à la sphère de la religion .
«Que la science conduise plus largement à la connaissance illimitée» . Ces idées de l’Éthique Vivante sont identiques à celles du programme de Teilhard de Chardin, qui considérait qu’ "une interprétation satisfaisante de l’univers, même positive, ne doit pas embrasser que le côté extérieur des choses, mais également leur côté intérieur, non seulement la matière, mais aussi l’esprit. La physique authentique est celle qui pourra inclure l’homme polyvalent dans la conception intégrale du monde" . L’Éthique Vivante affirme que, pour l’accomplissement de son rôle, la science doit subir des modifications substantielles, en se débarrassant de vieux dogmes et en devenant plus ouverte et plus spiritualisée. De plus, elle doit être éthique, non obligeante et susceptible d’incarner différentes formes de connaissance. Il est indispensable que la nouvelle science applique les réalisations spirituelles de la culture humaine. Elle doit atteindre un nouveau degré dans l’étude des phénomènes subtils, qui exigent des interprétations scientifiques ainsi qu’une pratique scientifique. En tant que méthode scientifique de base, l’Éthique Vivante prend en considération la cognition expérimentale.
« "Le monde de l’avenir, le monde supérieur arrivera dans l’armure des rayons du laboratoire. Ce sont les laboratoires qui vont signaler la primauté de l’énergie supérieure. Ils ne vont pas seulement constater la supériorité de l’énergie psychique de l’homme sur toutes les autres énergies connues jusqu’à présent, mais également en prouver la différence évidente en ce qui concerne sa qualité, et, ainsi, le sens de la spiritualité sera entièrement établi. La technique sera subordonnée à l’esprit et, par conséquent, l’on connaîtra les lois supérieures, ce qui amènera à la connaissance des buts supérieurs, et cette cognition conduira à la transformation de toute la nature matérielle. Cette nature transformée et l’esprit transformé du peuple indiqueront de nouvelles et meilleures formes d’organisation de la vie dans son ensemble" . »
VII
Aujourd’hui, selon l’Éthique Vivante, le problème le plus important de l’évolution est la transition de l’hostilité, de la confrontation et de la séparation vers l’accord, l’unification et la collaboration. L’humanité doit aspirer à l’égalité de tous les hommes, nonobstant la différence des sexes ou autres — nationales, raciales ou sociales. Dans tout domaine d’activité c’est le principe de moralité qui doit prévaloir. Il serait impossible d’établir une vie juste et équitable sur Terre sans que les phénomènes d’imperfection et d’ignorance ne soient déracinés. C’est pour cela que chaque homme doit tendre vers le perfectionnement: exclure l’amour de soi, l’égoïsme (dans toutes ses formes de manifestation), raffermir et développer l’abnégation et la tolérance dans les relations entre les gens. Pour l’homme, il est indispensable d’accomplir dans ce processus son devoir vis-à-vis de sa famille, son pays et de l’humanité entière et d’agir au nom du bien commun. Il n’y a aucun besoin de s’éloigner du monde, éviter les gens et s’enfermer en soi-même. L’Éthique vivante affirme une position vitale active de chaque membre de la société.
VIII
L’Éthique vivante désigne l’époque à venir comme l’Époque de la Femme. C’est à la femme que revient le rôle important à jouer dans le processus de formation de la société culturellement élevée. Elle doit prendre conscience de sa prédestination cosmique, rétablir ses droits violés et faire rentrer les sources de l’amour, de l’harmonie et de la haute spiritualité dans le monde.
« Le temps qui passe doit de nouveau offrir sa place à la femme, la place au volant de la vie, une place à côté de l’homme, son collaborateur éternel. Car toute la grandeur du Cosmos se base sur ces deux Sources principales. Le fondement de l’Existence est la grandeur des deux Sources. Comment serait possible une diminution de l’une d’entre elles ? Tous les malheurs présents et futurs, tous les cataclysmes cosmiques n’ont qu’une seule raison — l’humiliation de la femme.  »
« Certes, le principal stimule pour l’émancipation de la conscience féminine et de sa position de dépendance est la nouvelle éducation. Dès l’âge le plus tendre elle va assoir la compréhension des fondements de l’existence, de la mission et du rôle de l’homme dans la création du monde. Ainsi, toute la mentalité aura une nouvelle orientation et, dès lors, un élargissement de l’horizon aura lieu dans tous les domaines de la vie. Et ce n’est qu’à ce moment-là que pourra être attendu le déracinement de maintes habitudes nocives et de préjugés devenus coutumes, ainsi que d’occupations vulgaires — le principal mal et la cause de la démoralisation et de la folie de masse actuelles ».
IX
Selon l’Éthique vivante, les principaux moyens de perfectionnement sont l’instruction continue et le travail. L’homme doit connaître la culture du passé et du présent, les réalisations de la science, étudier le monde qui l’entoure tout comme soi-même. Le travail doit être bénévole, créateur, intense, mais à la mesure de ses forces. Un rôle important revient à la qualité du travail. Dans le processus de travail consciencieux, orienté, vu sa haute qualité, se développe l’énergie psychique de l’homme, dont la possession contribue au développement des formes supérieures de la conscience, telles que la cognition des sens et la compréhension de l’esprit. Leurs manifestations partielles — ce sont l’intuition et l’illumination. La voie naturelle du développement de l'énergie psychique est indiquée dans l’Éthique Vivante. C’est la voie du cœur, de l’amour et du travail. Sur cette voie l’homme doit purifier sa pensée, développer des sentiments et des pensées élevés à travers l’initiation à l’art et la tendance permanente et sincère vers la Lumière.
X
L’Éthique vivante est ouverte à tous, sans s’imposer à personne. Elle s’oppose à toute forme de mission. «Les portes vers la Connaissance sont largement ouvertes, mais celui qui veut y entrer doit le faire de son propre gré».

## Conférences scientifiques

### «Conception cosmique du monde — nouvelle pensée duXXIesiècle»
Du 9 au 11 octobre 2003, à Moscou, dans le Centre-Musée N. K. Roerich a eu lieu la séance plénière finale de la Conférence scientifique internationale « Conception cosmique du monde — nouvelle pensée du XXIe siècle ».
Les organisateurs de la conférence : le Centre-Musée International de N. K. Roerich, l’Académie russe des sciences réelles, l’Académie russe de l’Éducation, l’Académie russe astronautique K.E. Tsiolkovski, avec le support de la Fédération astronautique de Russie, de l’Association internationale des Fondations de la Paix, de l’Institut de l’histoire des sciences naturelles et de la technique S. I. Vavilov de l’Académie russe des sciences, du Conseil Central de la société russe pour la protection des monuments historiques et de la culture, de la Ligue Internationale de la Défense de la Culture, de la Fondation russe de la Culture, de l’Université moderne humanitaire, de l’Agence russe d’aviation cosmique.
Plus de 900 personnes ont pris part aux travaux des groupes et de la séance plénière. Parmi elles : 13 académiciens, 87 docteurs en sciences et professeurs, 39 candidats en sciences. Ont été présentés 125 rapports, dont 20 à la séance plénière. À la conférence, outre des savants russes, ont été présents ceux des pays de la CEI et des Baltiques, ainsi que de Bulgarie, de Grande-Bretagne, d’Allemagne, d’Inde, des États-Unis, d’Italie, du Liban et de Finlande.
Des salutations aux membres de la conférence ont été dressées par : le président adjoint du Conseil de la Fédération de l’Assemblée fédérale de la Douma d’État M. E. Nicolaev ; V. S. Savciuc — présentant des salutations de la part de G. V. Boos, président adjoint de la Douma d’État; le directeur du Centre informatique de l’ONU à Moscou A. S. Gorelic; le vice-président de l’Académie astronautique russe du nom de K.E. Tsiolkovski B. N. Kantemirov; le premier vice-président de la Fédération astronautique de Russie le pilote-cosmonaute I. P. Volk; l’académicien de l’Académie russe de l’Éducation, Ch. A. Amonachvili.
Des salutations sont arrivées également de la part du directeur du bureau UNESCO à Moscou — Philipe Keo; de l’ambassadeur extraordinaire et Plénipotentiaire de la Fédération Russe en Inde monsieur A. M Kadakin; de la part du député de la Douma d’État de la Fédération Russe, président de la Chambre du commerce et de l’industrie de la Fédération Russe, membre de l’Académie russe des sciences E.M. Primakov; du président du Fonds Gorbatchiov, M.S. Gorbatchiov; du vice-président de l’Académie nationale des sciences de la République de Kirghizistan, l’académicien V.M. Ploskih; du doyen de l’université kirgizo-russe slave V.I. Nifadiev; du président de la Fédération astronautique de Russie V.V. Kovalenko et de la part d’autres personnalités éminentes et organisations.

### «L’Éthique vivante et la science»
Du 7 au 10 octobre 2007 à Moscou, dans le Centre-Musée international N. K. Roerich, eut lieu la Conférence internationale socio-scientifique " l’Éthique vivante et la science ".

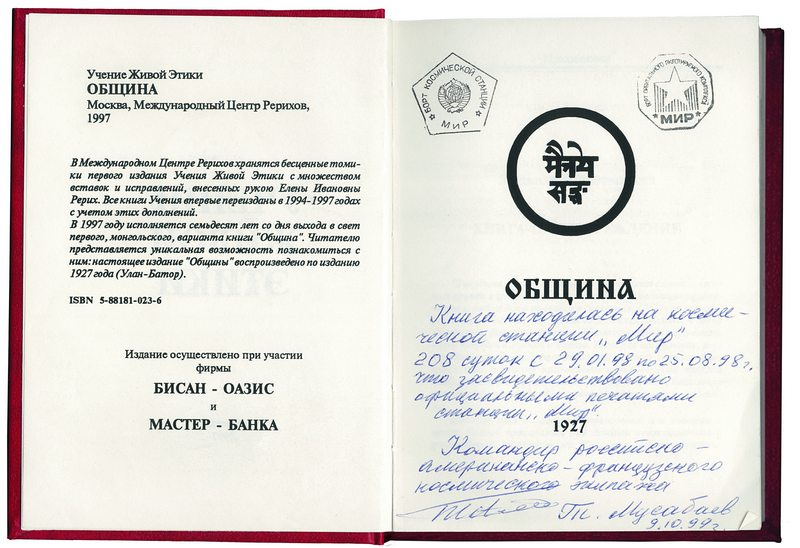
Le livre d’Étude de l’Éthique vivante La Communauté, qui s’est trouvé sur le bord de la station orbitale «Paix»

Organisateurs : le Centre international des Roerich, le Centre scientifique unifié autour des questions de la pensée, l’Académie russe de l’Éducation, l’Académie des sciences naturelles, le vice-président de l’Académie russe astronautique K.E. Tsiolkovski, la Ligue internationale de défense de la culture, l’Association internationale des Fondations de la Paix, la Fondation philanthropique E.I. Roerich, avec le support du Centre informatique de l’ONU à Moscou.
Des salutations à l’adresse des participants à la conférence ont été présentées par le président du Conseil indien pour les relations culturelles Karan Singh; le membre de l’Académie russe des sciences E.P. Tchelishev; le directeur du Centre d’information ONU à Moscou A.S.Gorelik; le président de la Ligue Internationale pour la Défense de la culture, le pilote-cosmonaute de l’ex URSS, le Héros de l’Union Soviétique V.M. Afanasiev; le vice- président de l’Académie russe des sciences naturelles l’académicien ARSN G.N. Foursey; le président de l’Académie russe astronautique du nom K.E. Tsiolkovski l’académicien de l’ARS. A.S. Koroteev.
À l’intention de la Conférence sont également arrivés des compliments de la part du ministre de la Culture de la République de Tatarstan, du Comité national bulgare ICOM, de l’Académie indépendante des sciences d’Israël, de l’Académie Nationale des Sciences de la République de Kirghizistan, de l’université de Sophia, de l’Institut de physique moléculaire et des cristaux de l’ARS et d’autres organisations.
400 représentants des 24 pays du monde ont pris part aux travaux de la conférence, y compris 7 académiciens, 14 professeurs, 22 docteurs en sciences et 40 candidats en sciences. À côté des savants russes y ont participé ceux des pays limitrophes, ainsi que d’Autriche, Bulgarie, Grande-Bretagne, Allemagne, de la République dominicaine, Israël, Espagne, Italie, Liban, Serbie, Finlande, France et République tchèque.
Les orateurs ont fait remarquer que la philosophie de l’Éthique vivante est une partie de la création de la culture et de la science mondiale, sans la connaissance desquelles il est impossible d’en comprendre toute la profondeur. Les participants à la Conférence ont montré dans leurs rapports que les idées de l’Éthique vivante entrent activement dans le circuit scientifique.
Les principaux résultats de la Conférence, tels que signalés dans la résolution, consistent dans « la redécouverte de l’importance grandiose de l’Éthique vivante, des autres travaux des Rerih, dans la contribution des penseurs-cosmistes pour la formation de la nouvelle science spirituelle; la révélation des problèmes-clés dans la formation d’un nouveau système des connaissances et l’identification des voies possibles dans leurs études et solutions».

## Le prix international E. I. Roerich
Afin de stimuler les recherches scientifiques liées à l’étude de l’héritage multi facetté scientifique et philosophique de la famille des Rerih, a été instituée la Fondation philanthropique E. I. Roerich. «Le prix est décerné pour le meilleur travail scientifique dans le domaine de L’Éthique vivante — la philosophie de la réalité cosmique».

## Les hommes de science et de culture à propos de l’étude de L’Éthique vivante
A.S. Koroteev, membre de l’Académie astronautique Russe K.E. Tsiolkovski:
«  La base théorique dans l’approche scientifique de l’étude des lois cosmiques pour la compréhension de la marche de l’évolution cosmique de l’humanité, de ses particularités, de ses motifs et du rôle de l’homme dans ces processus très complexes se trouve dans la philosophie de la Réalité cosmique, exposée dans 14 livres de la monographie, connue sous le titre d’Éthique vivante. Ce travail des Rerih (en collaboration avec d’autres auteurs dont les noms sont restés inconnus) expose les principes fondamentaux de la nouvelle pensée cosmique. »
A. A. Niconov, membre de l’ARS, président de AUSAISL, ministre de l’Agriculture de Lettonie :
« La source la plus sûre des normes éthiques, ce sont les travaux de grands humanistes de tous les temps et de tous les peuples, l’étude de Christ, la vie et l’activité des génies de l’humanité tels que Léon Tolstoï, Fédor Dostoïevski, Michelangelo, Nicolaï Roerich, Mahatma Gandhi Jawaharlal Nérou, Serge Radonejski, la mère Thérèse et Martin Luther King.  »
A.L. Ianchin, membre de l’Académie russe des sciences, président de l’Académie russe de l’écologie, conseiller du président de la Fédération russe :
«  L’activité de la famille des Roerich est un éventail de pierres précieuses dans la couronne de la culture russe.  »
V. M. Ploskih, académicien, vice-président de l’Académie nationale des sciences de la République de Kirghizistan. Directeur de l’Institut des cultures mondiales; V. I. Nifadiev, doyen de l’université Kirghize-Russo-Slave, académicien de l’Académie nationale des sciences de la République de Kirghizistan :
«  Un rôle considérable dans le processus du renouvellement de la pensée l’ont joué les travaux des peintres renommés russes, des savants, philosophes et créateurs du cosmisme. Parmi eux, une place honorable revient aux noms des Rerih. Le nouveau paradigme conceptuel, la pensée cosmique se sont constitués en un système de connaissances qui s’appuie en grande partie sur le phénomène de L’Éthique vivante — système scientifique et philosophique qui réunit différents niveaux de la réalité dans un tout entier : l’homme et la planète, la planète et le cosmos, le microcosme et le macrocosme.  »
G.N. Foursei, académicien et vice-président de l’Académie russe des sciences naturelles, vice-président de la Ligue internationale de la défense de la culture :
«  L’Éthique vivante est une étude hautement élevée qui renferme en soi des connaissances importantes, accumulées dans le domaine de la science, de l’art et de la religion. Cette synthèse inspire et offre l’opportunité d’évaluer plus consciencieusement la grande corrélation qui existe entre les choses, les phénomènes dont j’ai déjà parlé [l’éthique et la morale].  »

## Faits intéressants

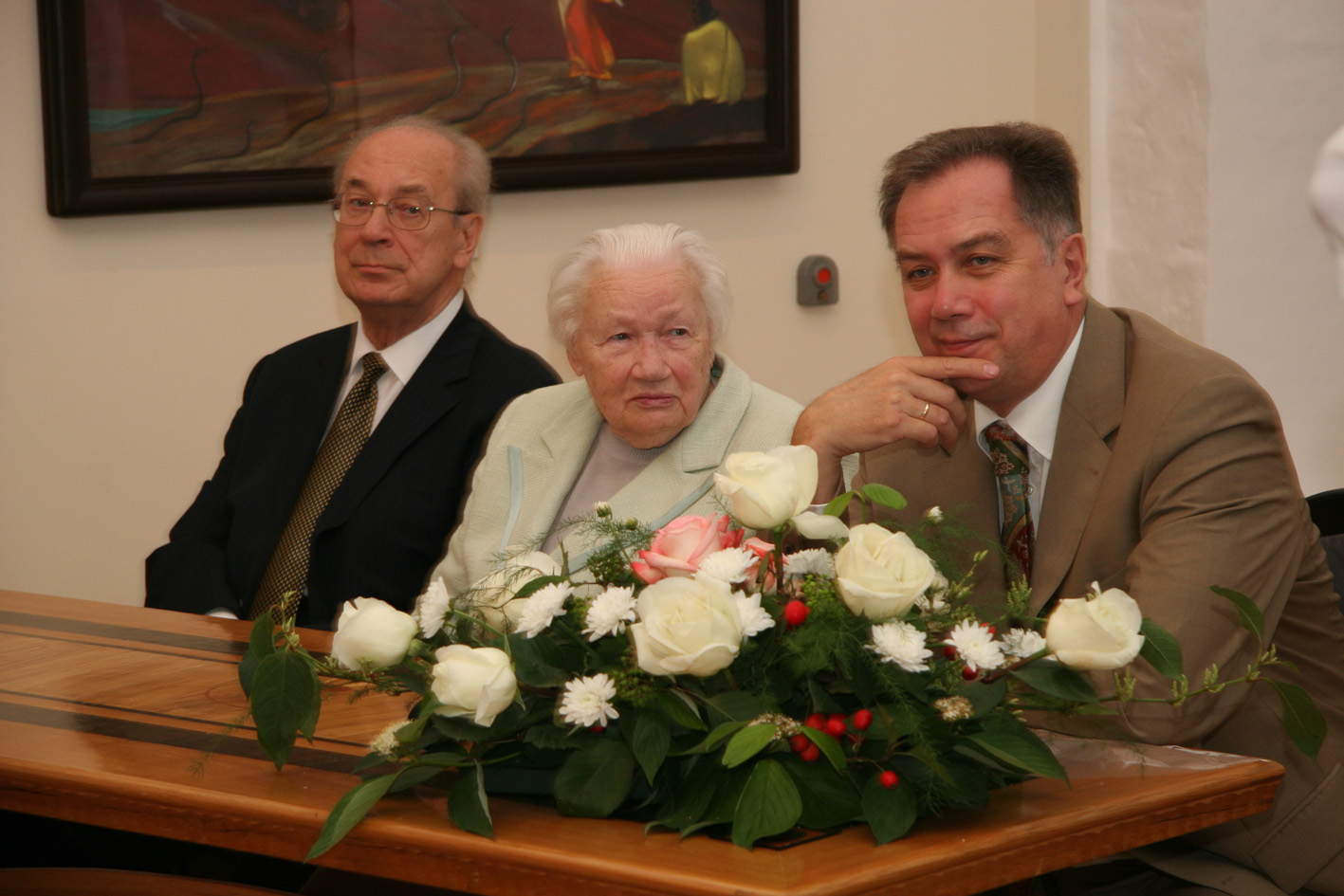
Chapochnicova L. V., académicienne, auteur de livres et d’articles, consacrés à l’Éthique vivante, lors de la cérémonie de décoration de l’ordre de l’Amitié.
À gauche — le diplomate Iu. M.Vorontsov, président du Centre international des Rerih
À droite — A.S. Socolov, ministre de la Culture et des Communications de masse de la Fed. Russe.

- Le premier enregistrement de l’étude de l’Éthique vivante a été faite à Londres le 27 mars 1920. Ce jour du 24 mars est célébré chaque année par les continuateurs de l’Éthique vivante, comme le " Jour du Professeur " (à voir par exemple le " Jour du Professeur " Centre-Musée International N. K. Rerih).
- Un des livres de l’Éthique Vivante, La Communauté s’était trouvé au bord de la station orbitale " Paix " dans la période du 29 janvier à 25 août 1998. Ce fait est attesté par les sceaux officielles de la station " Paix " et par la signature du commandant de l’équipage cosmique russe-américain-français, le pilote cosmonaute — Talgat Moussabaev.
- Le célèbre savant et écrivain — Ivan Efremov a utilisé les textes de l’étude de l’Éthique vivante dans son roman La Nébulosité d’Andromède, qui décrit la société de l’avenir[33].
- Actuellement, les livres de l’Éthique Vivante sont traduits dans les langues suivantes; anglais, allemand, français, letton, bulgare, portugais, italien, espagnol, irlandais etc.
- Dans le cadre de l’exposition du Centre-Musée international des Rerih a été ouverte la salle de l’Éthique Vivante.
- En 2008 le Centre international des Rerih a signé un contrat de collaboration créative avec l’Institut de l’histoire des sciences naturelles. S. I. Vavilov RAS (IHSN ARS). Le contrat prévoit une collaboration assez étroite sur les questions liées aux recherches dans le domaine de l’étude des sciences des Rerih, de l’Éthique vivante et de la pensée cosmique. Le contrat prévoit également des consultations, offertes par des compétiteurs des thèses de candidat ou de doctorat en sciences, l’accès à la soutenance des thèses de candidat sur l’étude de Rerih et à la pensée cosmique dans le cadre des conseils scientifiques IHSN[34].
- L’auteur d’une série de livres, d’articles et travaux scientifiques consacrés à l’étude de l’Éthique vivante, académicienne de ARSN, ARCC, le maître émérite des arts de la Fédération Russe, directeur général du Centre-Musée international des Rerih — Chapochnicova L. V. a été maintes fois mentionnée pour sa contribution à la popularisation de l’héritage des Rerih et à la protection de l’héritage culturel; elle a été également décorée de l’ordre de l’Amitié [35], de la médaille " Au Digne " de l’Académie russe des arts[36], du diplôme accordé par le bureau UNESCO à Moscou, pour sa contribution significative dans le programme «La Culture de la Paix». Il est à noter également qu’en son honneur on a désigné une petite Planète sous le nom " Lyudvasilia ", enregistrée dans le catalogue international sous le nombre-9717[37].

## Publications scientifiques consacrées aux recherches de l’Éthique vivante
- L’Éthique Vivante et la science. Pub.1-M.: Centre international des Rerih, Master-Bank, 2008. − 528 p.   (ISBN 978-5-86988-189-2)

Le recueil comprend une série d’articles, publiés dans les éditions de la l’Académie russe des sciences, des universités d’État de Russie et de Biélorussie et d’autres institutions scientifiques éditoriales. Dans ces sources on a révélé l’importance du nouveau système de la connaissance de l’Éthique vivante pour le développement de la science, illustré les premiers résultats de l’application des thèses de ce système philosophique pour la solution des problèmes de conception scientifique.
- Travaux du Centre scientifique unifié sur des questions de la pensée cosmique T.1. — M.: Centre international des Rerih, Master-Bank 2007-6444 ill. Le recueil présente des articles écrits par des savants — membres du Centre scientifique unifié sur des questions de la pensée cosmique (CSR.P.C). Dans ce livre, un rôle important revient aux recherches de la philosophie du cosmisme et à l’Étude de l’Éthique vivante.
- Conception cosmique — nouvelle pensée du XXIe siècle : Les matériaux de la Conférence Internationale socio-scientifique :3v-M : Centre russe international ; Master Bank, 2004.- V.1 - p.352, V.2. - p.459, V.3 - p.502.
- L’Éthique vivante et la science: Les matériaux de la Conférence internationale socio-scientifique. 2007 -M. : CMR ; Master Bank, 200Éthi(la bibliothèque scientifique-populaire de Rerih)  (ISBN 978-5-86988-189-2).
- L’Éthique vivante à propos de la science. Sélection de citations sur le site du Centre Scientifique unifié sur des questions de Pensée cosmique.
- Chapochnicova L. V. Membre de l’Académie russe des sciences naturelles, de l’Académie russe du Centre cosmique et A.R.E. La philosophie de la réalité cosmique// Bulletin de la commission pour l’élaboration de l’héritage scientifique de l’académicien V. I.Vernadski — Comiss. L’Académie russe des sciences. Edition18.- Moscou; Science, 2005 p.82-98.
- Chapochnicova L. V. La philosophie éthique de l’évolution cosmique // L’Éthique Vivante.-M. : Maison typographique de Chalva Amonachvili — 1999. - p.5-23 (L’Anthologie de la pédagogie humaine)
- Chapochnicova L. V. La pensée cosmique et le nouveau système de connaissances // L’Éthique Vivante et la science. Ed.1-M. : Centre international des Rerih, Master-Bank, 2008 - p.14-40.
- Chapochnicova L. V. Conception énergétique de L’Éthique vivante // Le grand voyage en 3 livres;- Livre 3. L’Univers du Maitre- M. CIR : 2005-p.758-794.
- Ghindilis L. M., candidat en sciences physico-mathématiques, membre de l’Académie russe astronautique K.E. Tsiolkovski. Centre scientifique unifié sur des questions de la pensée cosmique : les idées de l’Éthique vivante font partie du circuit scientifique.
- Ivanov A. V., docteur en sciences philosophiques. L’Éthique vivante comme méta connaissance.// A la défense du nom et de l’héritage des Rerih. Matériaux de la Conférence internationale socio-scientifique. 2001. Moscou, Centre international des Rerih, 2002.
- Ghindilis L., Frolov B.B. La philosophie de l’Éthique Vivante et ses interprètes. Mouvement des Rerih en Russie. //Revue Questions de philosophie, № 3, 2001.
- Mojeico M. A., docteur en sciences philosophiques, professeur. De " l’éthique du code " à "l’éthique de la création " : transformations de la conscience morale dans la culture moderne //L’héritage créateur des Rerih dans le dialogue des cultures : aspects philosophiques de l’interprétation. Sélection des travaux scientifiques Mn. Technoprint, 2005. - p.288-322
- V.G.Socolov, candidat en sciences philosophiques. L’Éthique vivante et le nouveau paradigme de la culture. Revue La Culture et le temps. - M.: CIR-2008. №.1 p.4-17.
- Ghindilis L. M. L’Éthique vivante — science de l’avenir. A la défense du nom et de l’héritage des Rerih. Matériaux de la Conférence internationale socio-scientifique. 2001. Moscou. Centre International des Rerih, 2002.

## Links
- Agni Yoga Society, New York
- Schule für Lebendige Ethik, Hamburg
- Agni Yoga Web TV: https://www.youtube.com sous "Agni Yoga Web TV (English Channel)"

## Remarques
1. ↑  L’Éthique vivante / La Philosophie russe; Dictionnaire/Sous la rédaction générale de M. Maslina; - M. Terra- Le club des livres; La République, 1999—656 p.
- L’Éthique vivante / La Philosophie russe. Le petit dictionnaire encyclopédique. -M :- La Science 1995—624 p.
- Rerih Elena Ivanovna / Petit dictionnaire philosophique/ A. P. Alexeev, G.G, Vassiliev et autres; sous la rédaction d’Alexeev, 2e édition, revuе et complété- M. :T. K. Velbi, L’ed. Boulevard 2004. Le dictionnaire est élaboré par le collectif de la chaire de philosophie des facultés humanitaires de l’université d’État de Moscou-M. Lomonossov
- Extraits de la Conférence internationale socio-scientifique « Conception cosmique- nouvelle mentalité du XXIe siècle ». Centre international des Roerich.
2. 1 2 3 4  «L’Éthique Vivante» // (Agni Yoga) // La philosophie russe; Dictionnaire. Sous la rédaction de M. Maslina.- M.; TERRA -Club des livres; La République 1999 — p. 656
3. 1 2  Chapochnicova L. V. La pensée cosmique et le nouveau système de connaissances// L’Éthique Vivante et la science. Ed.1-M. : Centre International des Roerich, Master-Bank, 2008, p. 35
4. 1 2 3  Ghindilis L.M., Frolov V.V., La Philosophie de L’Éthique Vivante et ses interprètes. Le mouvement des Roerich en Russie (Revue Questions Philosophiques) № 3 2001; Ed.-1-M Centre International des Roerich, Master-Bank 2008, p.159
5. ↑  Le monde fougueux 3 partie, 306
6. ↑  L’Infini, 155
7. 1 2 3 4  Chapochnicova L. V. La pensée cosmique et le nouveau système de connaissances // L’Éthique vivante et la science. Ed.1-M. : Centre international des Roerich, Master-Bank, 2008- p. 32 (version-html)
8. ↑  Chapochnicova L. V. La pensée cosmique et le nouveau système de connaissances // L’Éthique Vivante et la science. Ed.1-M. : Centre International des Roerich, Master-Bank, 2008- p.36 (version-html)
9. ↑  Extraits de la lettre de E.I. Roerich à E.E. Zilbersdorf de 19.02.1937 / E.I. Roerich. Lettres. T.10 1937 - Centre International des Roerich, 2006 — p. 433
10. ↑  Extraits de la lettre de E. I. Roerich a F. A.Boutsen de 14 .06.1039/ E. I. Roerich. Lettres.V.6.. (1938—1939). - M. ; Centre International des Roerich, 2006.- p.433
11. ↑  Ghindilis L.M., Frolov V.V., La Philosophie de L’Éthique Vivante et ses interprètes. Le mouvement de Rerih en Russie (Revue Questions Philosophiques) № 3 2001; L’Éthique Vivante et la science. Ed. 1. - M.: Centre International des Roerich, Master-Bank, 2008. — p.168
12. ↑  Extraits de la lettre de E.I.Roerich aux collaborateurs américains d’e 17.08.1930 / E.I. Roerich. Lettres. Volume I (1919—1933). — Moscou: Centre International des Roerich, 1999. — p. 102
13. 1 2 3 4  Ghindilis L.M., Frolov V.V. Philosophie de l’Éthique Vivante et ses interprètes. Mouvement Roerich en Russie // Revue " Questions philosophiques ". Numéro 3, 2001; L’Éthique Vivante et la science. Vol. 1. — Moscou: Centre International des Roerich. Master-Bank. 2008. — p.165
14. ↑  Chapochnikova L.V. La pensée cosmique et le nouveau système de la cognition // l’Éthique Vivante et la science. Vol. I. — M: Centre International des Roerich, Master-Bank, 2008 — p.38 (version html)
15. ↑  Fraternité, 425
16. ↑  Le supraterrestre, 676
17. ↑  Teilhard de Chardin. Le phénomène de l’homme. - M.: Science, 1987. — p.40
18. ↑  Chapochnikova L. V. Philosophie de la réalité cosmique / / Bulletin de la Commission pour l’évaluation de l’héritage scientifique de l’académicien V. I. Vernadsky / Commission. ARS. Ed. 18. M.: Science, 2005. — 82 — 98; L’Éthique Vivante et la science. Vol. 1. — Centre International des Roerich, Master-Bank, 2008 - p. 79
19. ↑  Ghindilis L. M., Frolov V. V. Philosophie l’Éthique Vivante et ses interprètes. Mouvement des Roerich en Russie // Journal "Questions philosophiques". № 3. 2001; L’Éthique Vivante et la science. Vol. 1. Centre International des Roerich, Master—Bank, 2008. — p.160
20. ↑  Extraits de la lettre d’E.I. Roerich à E.F Pissareva de 24.05. 1938 / E.I. Roerich. Lettres. Volume VI (1938—1939). — Moscou: Centre International des Roerich, 2006. — p. 133
21. 1 2  Ghindilis L. M., Frolov V. V. Philosophie de l’Éthique vivante et ses interprètes. Mouvement de Roerich en Russie // Journal Questions philosophiques. Numéro 3, 2001; L’Éthique vivante et la science. Vol. 1. — Moscou : Centre international des Roerich. Master-Bank, 2008. — p.160-161
22. ↑  Extrait de la lettre de E.I. Roerich aux collaborateurs américains du 24.02.1930 / E.I. Roerich. Lettres. Volume I (1919—1933). — Moscou: Centre international des Roerich, 1999. — p. 89
23. ↑  Extraits de la lettre de E.I. Roerich à A. I. Klizovsky, 23.04.1938 / E.I. Roerich. Lettres. Volume VI (1938—1939). — Moscou: Centre international des Roerich, 2006. — p. 92
24. ↑  Ghindilis L. M., Frolov V. V. Philosophie de l’Éthique Vivante et ses interprètes. Mouvement des Roerich en Russie // Journal «Questions Philosophiques», № 3, 2001; L’Éthique Vivante et la science. Vol. 1. — Centre International des Roerich. Master -Bank, 2008. — p.161
25. ↑  Conférence Internationale socio- scientifique Conception cosmique-nouvelle mentalité du XXIe siècle Centre international des Roerich, 2003
26. ↑  Regard de synthèse sur les travaux de la Conférence scientifique internationale, «L’Éthique vivante et la science»
— De la résolution de la conférence «l’Éthique vivante et la science»
27. ↑  Prix international «E.I Roerich» / Site Fondation de Charité E.I. Roerich
28. ↑  L’Éthique vivante et la science. Matériaux de la Conférence internationale socio-scientifique. 2001. M. Centre international des Roerich 2007,- Moscou : Centre international des Roerich. Master-Bank, 2008. — p.34
29. ↑  A. A. Nikonov en otage à la politique // Journal Vestnik de l’Académie russe des sciences, 11.1.1991 (version html)
30. ↑  Image spirituelle de la Russie dans le patrimoine philosophique et artistique de N.K. et de E.I. Roerich: Documents de la Conférence Internationale sur les sciences sociales. 1996 / Ed. P.S. Gourevitch, T.I. Murashkina, L.V. Chapochnikova, A.L. Yanchin. — M.: CIS, Master-Bank, 1998. — p. 344
31. ↑  L’Éthique vivante et la science. Matériaux de la Conférence internationale socio-scientifique. 2007 — Moscou: Centre international des Roerich, Master-Bank, 2008. — p.35-36
32. ↑  L’Éthique Vivante et la science. Matériaux de la Conférence Internationale Socio-Scientifique. 2007 — Moscou: Centre International des Roerich. Master-Bank, 2008. — p.28
33. ↑  A. Yuferova. «Ivan Efremov et Agni Yoga» // Journal Science et Religion, № 4, 1991
34. ↑  Accord de coopération entre CIR et / ИИЕТ ARS.
35. ↑  Le président Vladimir Poutine a décoré de l’ordre de l’Amitié L.V. Chapochnikova, directeur du Centre -Musée International des Roerich
36. ↑  Décorations et titres de L.V. Chapochnikova
37. ↑  Certificat de désignation du nom LUDVASILIA en honneur de L.V. Chapochnikova à une petite planète, découverte le 24 septembre 1976 par l’Observatoire astrophysique de Crimée et enregistrée dans le catalogue international sous le n° 9717